# 도쿄 애니메이션 어워드
도쿄 애니메이션 어워드(일본어: 東京アニメアワード 토쿄 아니메 아와도[*])는 도쿄 애니메이션 어워드 페스티벌 실행위원회되 사단법인 일본동화협회가 주최하는 애니메이션 상이다. 과거 1년간 제작된 애니메이션 작품과 애니메이션 관계자에게 수상한다. 2013년까지는 도쿄 국제 애니메이션 페어에서 개최되었지만 2014년부터는 도쿄 국제 애니메이션 페어가 애니메이션 콘텐츠 엑스포로 통합되어 AnimeJapan에서 개최하게 되고 도쿄 국제 애니메이션 페어에서 분리하여 기존까지의 상을 계승 및 발전시킨 국제 애니메이션 영화제 '도쿄 애니메이션 어워드 페스티벌'에서 개최되고있다.

## 같이 보기
- 문화청 미디어 예술제
- 애니메이션 고베